# Puerto Triunfo
Puerto Triunfo là một khu tự quản thuộc tỉnh Antioquia, Colombia. Thủ phủ của khu tự quản Puerto Triunfo đóng tại Puerto Triunfo Khu tự quản Puerto Triunfo có diện tích 361 ki lô mét vuông. Đến thời điểm ngày 28 tháng 5 năm 2005, khu tự quản Puerto Triunfo có dân số 9689 người.